# Герб Ентронкаменту
Ге́рб Ентронкаме́нту — офіційний символ міста Ентронкаменту, Португалія. Використовується як територіальний герб. У чорному щиті червоний залізничний сигнальний диск зі срібним краєм, піднятий на золотій жердині між двома рейками у розрізі. Щит увінчує срібна мурована міська корона з п'ятьма вежами.  Під щитом біла стрічка, на якій великими літерами напис португальською: «Entroncamento» (Ентронкаменту).  Офіційно затверджений 3 вересня 1992 року. Створений на основі попереднього містечкового герба, ухваленого 23 серпня 1946 року. 

## Галерея

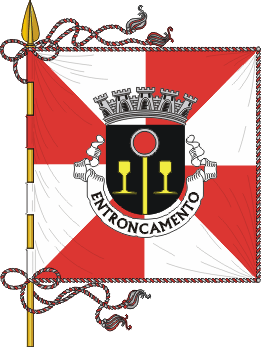
Прапор